# الحافظ العبيدي
عبد المجيد بن محمد بن المستنصر بالله العُبيدي أبو الميمون، الملقب بالحافظ لدين الله، من خلفاء الدولة الفاطمية «العبيدية» بمصر.

## نشأته وولايته
ولد في مدينة عسقلان سنة 467 هـ - 1074 م، وتملك الديار المصرية سنة 524 هـ بعد موت الآمر بحكم الله، واستقام له الأمر زمناً، وكان كثير الفتك بوزرائه وخاصته. تولى أحمد بن الفضل الجمالي الوزارة، فتصرف ببعض الأمور دون الرجوع إلى الحافظ العبيدي فقتله في عام 526 هـ، وكذلك استوزر أبا الفتح يانساً الحافظي فرأى منه العبيدي استبداداً في الرأي فسمّه، وفوض الأمر إلى ابن له يُدعى سليمان، فمات لشهرين من ولايته. وأقام ابناً آخر له اسمه حسن فارتفعت إليه وشاية به فقتله بالسم سنة 529 هـ، واستوزر أميراً أرمينياً يدعى تاج الدولة بهرام ثم قتله سنة 543 هـ، وباشر بعد ذلك أمور الدولة بنفسه، فلم يول وزارته أحداً إلى أن مات بمصر.

## وفاته
توفي في مصر من سنة 544 هـ - 1149 م